# Nagrobek Jerzego Nowosielskiego

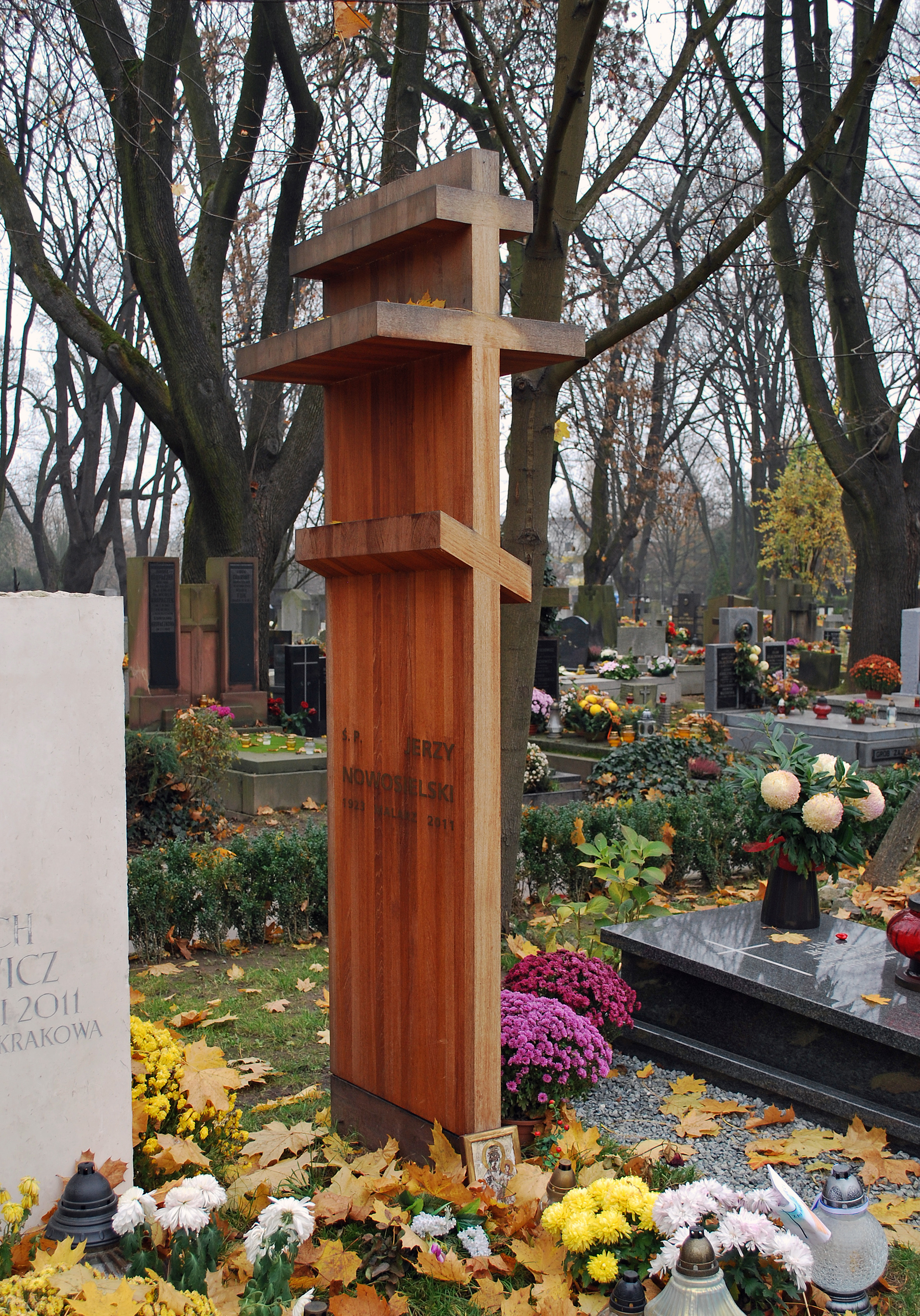
Nagrobek Jerzego Nowosielskiego

Nagrobek Jerzego Nowosielskiego – neomodernistyczny nagrobek na cmentarzu Rakowickim w Krakowie, położony przy Alei Zasłużonych, w pasie B kwatery LXIX, w 1 rzędzie, na 12 miejscu. Pod pomnikiem spoczywa Jerzy Nowosielski, malarz, rysownik, filozof i teolog prawosławny.
Jerzy Nowosielski zmarł 21 lutego 2011 w Krakowie i 26 lutego został pochowany w obrządku prawosławnym na Cmentarzu Rakowickim. Początkowo miejsce pochówku artysty oznaczone było ziemną mogiłą.
Nagrobek został uroczyście poświęcony 23 listopada 2012 przez proboszcza parafii prawosławnej w Krakowie ks. Jarosława Antosiuka. W uroczystości brali udział m.in.: Andrzej Starmach, Krystyna Czerni oraz konsul generalny Ukrainy w Krakowie Witalij Maksymenko. Pomnik ma formę drewnianego prawosławnego ośmioramiennego krzyża. Na jego zachodniej stronie znajduje się inskrypcja: "Ś.P. JERZY NOWOSIELSKI 1923 MALARZ 2011", natomiast na wschodniej kopia abstrakcji Nowosielskiego „Wschód słońca”. Projekt nagrobka wykonał Krzysztof Lenartowicz, profesor Politechniki Krakowskiej.